# CGMV
Het CGMV, vakorganisatie voor christenen, tot 2013 Christennetwerk|gmv geheten, is een Nederlandse christelijke organisatie die zich bezighoudt met thema's rondom werk en inkomen. De organisatie telt circa 7.000 leden (2021) en is opgericht als GMV in 1952. 

## Organisatie
De organisatie CGMV wortelt in de vrijgemaakte zuil die zich na de Tweede Wereldoorlog ontwikkelde. In (1952) is het Gereformeerd Maatschappelijk Verbond (GMV) opgericht, als afsplitsing van het Christelijk Nationaal Vakverbond. In 2003 veranderde de organisatie van naam. GMV veranderde in christennetwerk GMV. In april 2008 is de naam verder geëvolueerd naar christennetwerk|gmv.   De slogan: 'verbindt mens en werk' werd toen toegevoegd. De missie van de organisatie werd als volgt geformuleerd: Vanuit Gods bedoeling met mensen inspireren en ondersteunen wij leden om, in een dynamische samenleving, tot hun recht te komen bij: het voorzien in levensonderhoud; de persoonlijke ontplooiing en dienstbaarheid aan anderen. 
In 2013 werd de naam CGMV, ook wel geschreven in kleine letters cgmv, met de ondertitel "vakorganisatie voor christenen".
Het kantoor is gevestigd in Zwolle en de organisatie opereert landelijk. Voorzitter van CGMV is Oetse Wijma (juli 2019). CGMV heeft ook een tweemaandelijks ledenmagazine: CGMV magazine. 
Jaarlijks passeren 2750 (2007) ledenvragen en worden de juridische belangen van ruim tweehonderd leden (2007) behartigd. Ieder jaar worden vele tientallen bijeenkomsten voor kleine en grote ledengroepen binnen CGMV georganiseerd.